# Bonaparte devant le Sphinx
Bonaparte devant le Sphinx (en anglais : Bonaparte Before the Sphinx) est un tableau du peintre français Jean-Léon Gérôme, réalisé entre 1867-1886. Cette peinture, à huile sur toile, est conservée au Hearst Castle, à San Simeon (Californie). En 1886, l'artiste expose le tableau sous le titre Œdipe en hommage au personnage interrogé par le Sphinx et qui fut couronné roi.

## Description
Le contexte historique de l'œuvre est la Campagne d'Égypte du général  Bonaparte. Bonaparte est à cheval sur un promontoire, devant le Sphinx qui se dresse à Gizeh. Sur le fond, une plaine désertique, une armée en marche et une chaîne de montagnes arides sous un ciel limpide. Cette œuvre de Jean-Léon Gérôme possède une double intention, à la fois érudite et populaire, qui la rend précieuse pour les historiens de l'art et pour le grand public.
Dans l'échelle des proportions, les soldats français sont rangés comme des fourmis, dans la vallée désertique ; l'état-major de Bonaparte n'est identifiable que par l'ombre projetée au sol par les cavaliers ; au contraire, le Sphinx domine la scène et sourit, même avec le nez cassé (l'on dit) par un coup de canon. Le Sphinx, réalisé vers -2500 et avec sa masse d'environ 20 000 tonnes, surplombait la scène. Bonaparte au sujet d'autres monuments imposants vus en 1798 avait dit : « Soldats, songez que, du haut de ces pyramides, quarante siècles vous contemplent ! »
En réalité, quand Bonaparte ne vit que le haut du Sphinx, son corps sous les épaules étant resté caché sous le sable.

## Expositions
- 1886 : Salon de peinture et de sculpture, no 1042, Paris.
- 1996 : The Lure of Egypt: Land of the Pharaohs Revisited, Museum of Fine Arts, St. Petersburg (Floride)[4].
- 1997 : Orientalism: Delacroix to Klee, Australie et Nouvelle-Zélande[4].
- 2009 : Bonaparte et l'Égypte, Institut du monde arabe, Paris.
- 2010-2011  : The Spectacular Art of Jean-Leon Gerome, Getty Center, Los Angeles ; Musée d'Orsay, Paris ; Musée Thyssen-Bornemisza, Madrid[5],[6].

## Postérité
Un plan du film Napoléon de Ridley Scott, sorti en 2023, est une reproduction du tableau de Gérôme.

## Tableaux de Bonaparte en Égypte par Gérôme

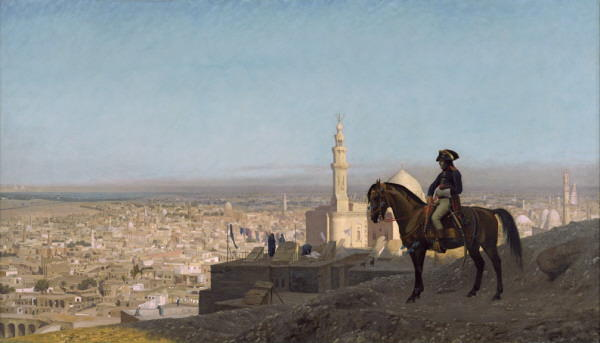
Jean-Léon Gérôme, Bonaparte au Caire, 1886, Hearst Castle, San Simeon (Californie).
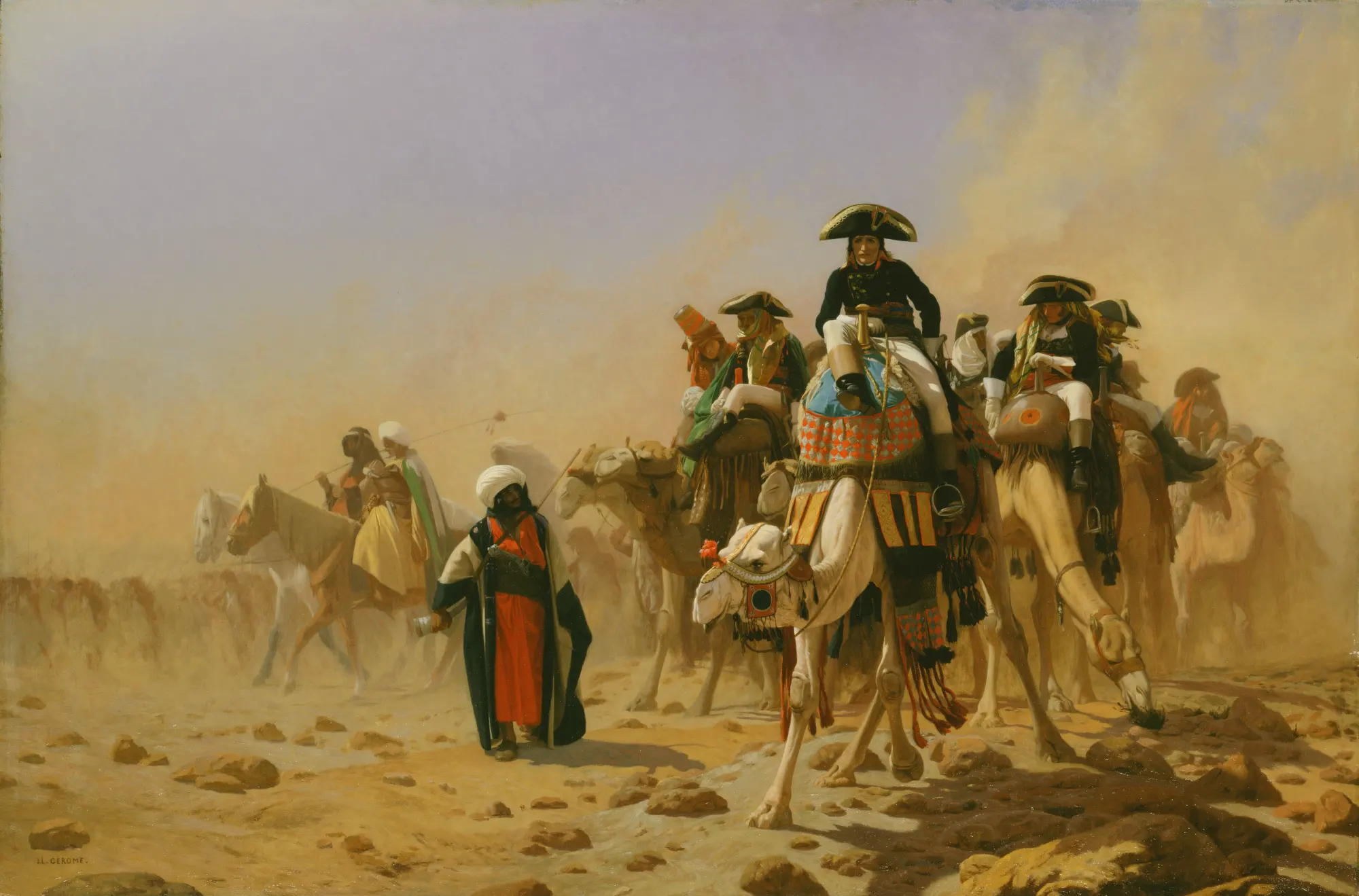
Jean-Léon Gérôme, Bonaparte et son état-major en Égypte, 1867 env., Musée d'art occidental et oriental, Kiev.
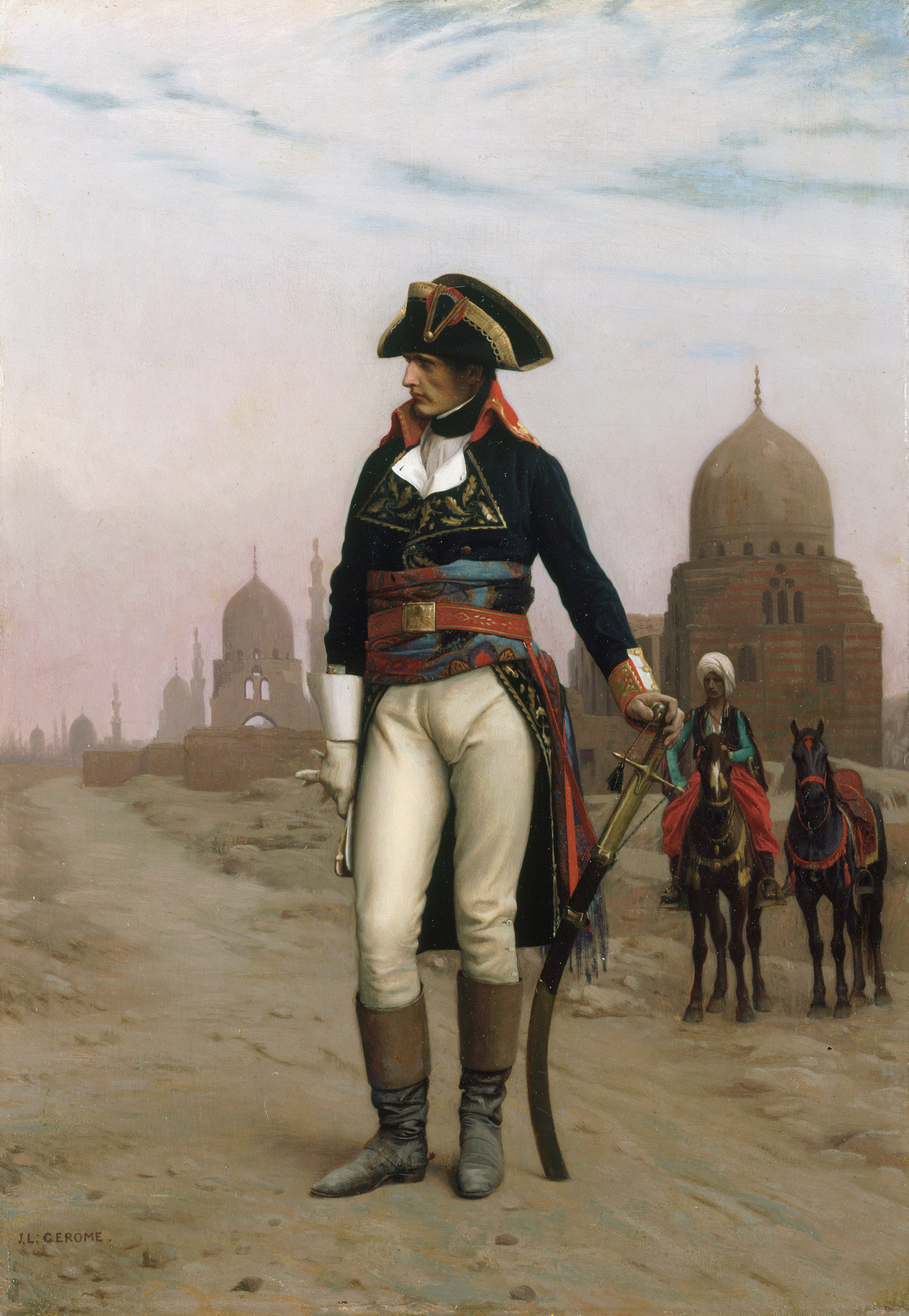
Jean-Léon Gérôme, 1865 env., Bonaparte en Égypte Musée d'Art de l'université de Princeton.